# Nekrolog 1694
Nekrolog
◄◄
| ◄
| 1690
| 1691
| 1692
| 1693
| 1694 | 1695 | 1696 | 1697 | 1698 | ► | ►►
Weitere Ereignisse | Allgemeiner Nekrolog 1694
Die Beschreibung der verstorbenen Person sollte so kurz wie möglich gehalten sein und nur deren signifikante Tätigkeit(en) enthalten.
Neue Namen ggf. auch unter dem Geburts- und Sterbedatum, also etwa unter 1. Januar und im Geburts- und Sterbejahr (2024) eintragen (nur bei entsprechender großer Wichtigkeit). Für Beispiele siehe die schon vorhandenen Artikel.
Außerdem über die fünf zuletzt Verstorbenen, zu denen es einen ausreichend guten Artikel für eine Präsentation auf der Hauptseite gibt, nach der todesbedingten Überarbeitung der Artikel ggf. auch unter Wikipedia Diskussion:Hauptseite informieren und sie am besten auch in den anderen Wikipedia-Sprachversionen eintragen. Tipp: Regelmäßig bei news.google.de nach „ist tot“, „gestorben“ oder „verstorben“ suchen.
Wenn eine Person gestorben ist, gibt es viele Seiten zu dieser Person in der Wikipedia, die davon auch betroffen sind und entsprechend aktualisiert werden müssen. Beispiele: Namenübersichtsseite, Geburtsjahr, Geburtsort-Seiten und viele mehr.
Wie finde ich die betroffenen Seiten?
Im Suchfeld auf der linken Seite gibt man den Suchbegriff so ein: „Vorname Nachname“. Dann klickt man auf Volltext und alle Seiten mit entsprechendem Suchtext werden aufgerufen. Hier sieht man dann schnell, wo auch das Todesjahr Sinn macht oder sogar ein Teil des Artikels angepasst werden muss. Auch hilft das „Werkzeug“ auf der linken Seite sehr gut, um solche Seiten aufzufinden: „Links auf diese Seite“. Somit ist die Wikipedia wieder aktuell in allen Bereichen! Hinweis: bei Eintragung der Kategorie „Gestorben JAHR“ wird der Missbrauchsfilter 49 ausgelöst, was jedoch nicht schlimm ist. Siehe: Spezial:Missbrauchsfilter/49
Dies ist eine Liste von im Jahr 1694 verstorbenen bekannten Persönlichkeiten. Die Einträge erfolgen innerhalb der einzelnen Daten alphabetisch sortiert. Tiere sind im Nekrolog für Tiere zu finden.

## Januar
| Tag        | Name                       | Beruf, bekannt als                                               | Alter | Beleg |
| ---------- | -------------------------- | ---------------------------------------------------------------- | ----- | ----- |
| 03. Januar | Claus von Oertzen          | königlich dänischer Generalmajor und Chef eines Reiter-Regiments | 55    |       |
| 06. Januar | Herbert de Jager           | Orientalist, Naturforscher, VOC-Kaufmann                         |       |       |
| 06. Januar | Francesco Morosini         | 108. Doge Venedigs                                               | 75    |       |
| 09. Januar | Adolf von Blankenstein     | fürstlich-sächsischer Amtshauptmann                              | 38    |       |
| 17. Januar | Père Anselme               | französischer Historiker, Genealoge und Heraldiker               |       |       |
| 19. Januar | Benjamin Ludwig Ramhaufski | österreichischer Organist und Komponist des Barock               |       |       |
| 22. Januar | Helmuth von Plessen        | deutscher Oberst und Chef eines kaiserlichen Kürassier Regiments | 81    |       |

## Februar
| Tag         | Name                                     | Beruf, bekannt als                                     | Alter | Beleg |
| ----------- | ---------------------------------------- | ------------------------------------------------------ | ----- | ----- |
| 01. Februar | Johann Ludwig von Elderen                | Bischof von Lüttich                                    | 73    |       |
| 03. Februar | Léon Bacoué                              | französischer Bischof                                  |       |       |
| 04. Februar | Natalja Kirillowna Naryschkina           | Zarin von Russland                                     | 42    |       |
| 05. Februar | Leopold Wilhelm von Königsegg-Rothenfels | Vizepräsident des Reichshofrates und Reichsvizekanzler | 63    |       |
| 17. Februar | Antoinette Deshoulières                  | französische Dichterin                                 | 56    |       |
| 19. Februar | Georg Franz Kolschitzky                  | polnischer Geschäftsmann und Dolmetscher               |       |       |

## März
| Tag      | Name                    | Beruf, bekannt als                                        | Alter | Beleg |
| -------- | ----------------------- | --------------------------------------------------------- | ----- | ----- |
| 04. März | Wilhelm Adrian von Horn | niederländischer Artilleriegeneral                        |       |       |
| 05. März | Vittoria della Rovere   | Großherzogin der Toskana                                  | 72    |       |
| 07. März | Bartholomäus van Opstal | Bildhauer                                                 |       |       |
| 08. März | Jakob Klinckebeil       | deutscher Dichter                                         | 66    |       |
| 09. März | Caspar Sagittarius II   | deutscher Historiker                                      | 50    |       |
| 11. März | Jean-Nicolas Geoffroy   | französischer Organist und Komponist                      |       |       |
| 18. März | Johann Jacob Prinner    | österreichischer Komponist, Organist und Musiktheoretiker |       |       |
| 24. März | Nikolaus Prugger        | deutscher Maler                                           |       |       |
| 27. März | Johann Fitzmann         | deutscher Arzt und Stadtphysicus von Lübeck               | 57    |       |

## April
| Tag       | Name                                       | Beruf, bekannt als                                                       | Alter | Beleg |
| --------- | ------------------------------------------ | ------------------------------------------------------------------------ | ----- | ----- |
| 01. April | Ernst von Hattenbach                       | Hessen-Kasseler Amtmann                                                  | 76    |       |
| 01. April | Gotthard Marquard                          | deutscher Jurist und Bürgermeister der Hansestadt Lübeck                 |       |       |
| 02. April | Christian Kortholt der Ältere              | deutscher protestantischer Theologe                                      | 61    |       |
| 03. April | Ferdinand Apshoven der Jüngere             | flämischer Maler                                                         |       |       |
| 04. April | Magdalena Sibylla von Neitschütz           | Reichsgräfin von Rochlitz, Mätresse Johann Georgs IV. von Sachsen        | 19    |       |
| 09. April | Angelo Berardi                             | italienischer Musiktheoretiker und Komponist                             |       |       |
| 10. April | Catharina Regina von Greiffenberg          | österreichische Lyrikerin                                                | 60    |       |
| 18. April | William Douglas-Hamilton, Duke of Hamilton | schottischer Adliger                                                     | 59    |       |
| 19. April | Hermann Barkhaus                           | deutscher evangelischer Theologe                                         | 64    |       |
| 20. April | Giancarlo Antonelli                        | italienischer römisch-katholischer Geistlicher und Bischof von Ferentino |       |       |
| 20. April | Johann Balthasar Lauterbach                | deutscher Mathematiker und Architekt                                     | 30    |       |
| 27. April | Johann Georg IV.                           | Kurfürst von Sachsen                                                     | 25    |       |
| 30. April | Friedrich Hondorff                         | Salzgraf                                                                 | 65    |       |

## Mai
| Tag     | Name                               | Beruf, bekannt als                                                          | Alter | Beleg |
| ------- | ---------------------------------- | --------------------------------------------------------------------------- | ----- | ----- |
| 04. Mai | Ludwig Anton von der Pfalz         | römisch-katholischer Bischof von Worms und Hochmeister des Deutschen Ordens | 33    |       |
| 11. Mai | Elisabeth Lemmerhirt               | Mutter von Johann Sebastian Bach                                            | 50    |       |
| 15. Mai | Jacob Beutel                       | Kreuzkantor (1654–1694)                                                     | 70    |       |
| 17. Mai | Johann Michael Bach                | deutscher Komponist von Kantaten, Motetten und Orgelchorälen                |       |       |
| 24. Mai | Anthony Cary, 5. Viscount Falkland | englischer Politiker und schottischer Adliger                               | 38    |       |

## Juni
| Tag      | Name                           | Beruf, bekannt als                                                               | Alter | Beleg |
| -------- | ------------------------------ | -------------------------------------------------------------------------------- | ----- | ----- |
| 03. Juni | Nilo Catalano                  | griechisch-katholischer Apostolischer Vikar in Himara und Erzbischof von Durazzo |       |       |
| 03. Juni | Johann Friedrich von Waldstein | Bischof von Königgrätz; Erzbischof von Prag                                      | 51    |       |
| 05. Juni | Martin Kelp                    | siebenbürgischer lutherischer Geistlicher, Historiker und Pädagoge               |       |       |
| 17. Juni | Louis Chein                    | französischer, römisch-katholischer Priester und Komponist                       | ≈57   |       |
| 17. Juni | Philip Thomas Howard           | englischer Adliger, Dominikaner und Kardinal                                     | 64    |       |
| 24. Juni | Carlo Stefano Anastasio Ciceri | Bischof und Kardinal der katholischen Kirche                                     | 75    |       |

## Juli
| Tag      | Name                              | Beruf, bekannt als                                  | Alter | Beleg |
| -------- | --------------------------------- | --------------------------------------------------- | ----- | ----- |
| 05. Juli | Sebastian Achamer                 | österreichischer Orgelbauer                         | 71    |       |
| 06. Juli | Francesco Beretta                 | italienischer Organist, Komponist und Kapellmeister |       |       |
| 12. Juli | Philipp Christoph von Königsmarck | hannoverischer Offizier und Hofkavalier             | 29    |       |
| 25. Juli | Hishikawa Moronobu                | japanischer Maler und Graphiker                     |       |       |
| 29. Juli | Safi II.                          | Schah von Persien                                   |       |       |
| 30. Juli | Paul Martin Sagittarius           | deutscher Pädagoge, Geistlicher und Theologe        | 48    |       |

## August
| Tag        | Name                             | Beruf, bekannt als                                                     | Alter | Beleg |
| ---------- | -------------------------------- | ---------------------------------------------------------------------- | ----- | ----- |
| 01. August | John Michael Wright              | englischer Maler                                                       | 77    |       |
| 05. August | Hans von Assig                   | deutscher Jurist und Dichter                                           | 44    |       |
| 07. August | August Friedrich Mockel          | Bürgermeister von Heilbronn (1686–1694)                                |       |       |
| 08. August | Antoine Arnauld                  | französischer Philosoph                                                | 82    |       |
| 13. August | Christian Donati                 | deutscher Logiker                                                      | 54    |       |
| 27. August | Conradus Flocken                 | Pastor in Nörvenich                                                    |       |       |
| 28. August | Georg Heß                        | deutscher Pädagoge                                                     | 80    |       |
| 30. August | Louis de Crévant, duc d’Humières | Maréchal de France und Gouverneur von Compiègne, Bourbonnais und Lille |       |       |
| 31. August | Gotthard Marquard                | deutscher Jurist und Ratssekretär in Lübeck                            | 46    |       |

## September
| Tag           | Name                      | Beruf, bekannt als                                                         | Alter | Beleg |
| ------------- | ------------------------- | -------------------------------------------------------------------------- | ----- | ----- |
| 06. September | Francesco II. d’Este      | Herzog von Modena und Reggio                                               | 34    |       |
| 17. September | Johann Heinrich von Galen | Erbkämmerer und Amtsdroste in Vechta und Wildeshausen                      | 84    |       |
| 27. September | Giuseppe Colombi          | italienischer Violinist und Komponist des Barock                           |       |       |
| 29. September | Leopold Ludwig            | Pfalzgraf von Veldenz (1634–1694)                                          | 69    |       |
| 00.September  | Georg Thomas Gutthäter    | Nürnberger Patrizier, Kaufmann, Politiker und dilettierender Kupferstecher | 39    |       |

## Oktober
| Tag         | Name                   | Beruf, bekannt als                                                                                | Alter | Beleg |
| ----------- | ---------------------- | ------------------------------------------------------------------------------------------------- | ----- | ----- |
| 06. Oktober | Sugiyama Waichi        | japanischer Arzt                                                                                  |       |       |
| 09. Oktober | Jean-Louis Bergeret    | französischer Jurist                                                                              | 52    |       |
| 12. Oktober | Delphin Strungk        | norddeutscher Organist und Komponist                                                              |       |       |
| 13. Oktober | Johann Christoph Pezel | deutscher Stadtpfeifer und Komponist des Barock                                                   | 54    |       |
| 20. Oktober | Christian II.          | Herzog von Sachsen-Merseburg                                                                      | 40    |       |
| 26. Oktober | Andreas Müller         | Propst in Berlin, einer der frühesten Kenner des Chinesischen und Experte orientalischer Sprachen |       |       |
| 26. Oktober | Samuel von Pufendorf   | deutscher Naturrechtsphilosoph und Historiker                                                     | 62    |       |

## November
| Tag          | Name                   | Beruf, bekannt als                                                                 | Alter | Beleg |
| ------------ | ---------------------- | ---------------------------------------------------------------------------------- | ----- | ----- |
| 03. November | Johann Karl von Pálffy | kaiserlich österreichischer Feldmarschall                                          | 48    |       |
| 07. November | Jacques de Claeuw      | holländischer Maler                                                                | 71    |       |
| 08. November | Ulrich Huber           | friesischer Jurist, Professor für Geschichte, Rhetorik und Recht                   | 58    |       |
| 09. November | Joachim Ulrich Amthor  | gräflich-stolbergischer Hofrat, Kanzler und Direktor des Konsistoriums in Stolberg | 63    |       |
| 11. November | Johann Jakob Menweeg   | Abt des Klosters Weißenburg (Elsass)                                               |       |       |
| 14. November | Christian III. Moritz  | Herzog von Sachsen-Merseburg                                                       | 14    |       |
| 23. November | Jean Talon             | französischer Kolonialbeamter und Intendant der Kolonie Neufrankreich              | 68    |       |
| 25. November | Ismael Boulliau        | französischer Astronom                                                             | 89    |       |
| 25. November | Gabriel Tzschimmer     | deutscher Politiker, Bürgermeister von Dresden und Schriftsteller                  | 65    |       |
| 26. November | Stechinelli            | Landdrost und Hofbankier der Welfenherzöge                                         | 54    |       |
| 28. November | Matsuo Bashō           | japanischer Dichter                                                                |       |       |
| 29. November | Marcello Malpighi      | italienischer Anatom                                                               | 66    |       |

## Dezember
| Tag          | Name                                           | Beruf, bekannt als                                   | Alter | Beleg |
| ------------ | ---------------------------------------------- | ---------------------------------------------------- | ----- | ----- |
| 02. Dezember | Adalbert Guggomos                              | Benediktiner                                         |       |       |
| 02. Dezember | Pierre Puget                                   | Maler und Bildhauer                                  | 74    |       |
| 11. Dezember | Ranuccio II. Farnese                           | Herzog von Parma und Piacenza (1646–1694)            | 64    |       |
| 15. Dezember | Johann Wilhelm Wolff von Metternich zur Gracht | Freiherr, Domherr in Mainz und Paderborn             | 70    |       |
| 20. Dezember | Erasmus Francisci                              | deutscher Polyhistor, Autor und Kirchenliederdichter | 67    |       |
| 28. Dezember | Maria II.                                      | Königin von England, Schottland und Irland           | 32    |       |

## Datum unbekannt
| Jacques-Théodore de Bryas                   | römisch-katholischer Bischof                               |  |
| Hendrik de Fromantiou                       | niederländischer Maler                                     |  |
| Friedrich Wilhelm von Harras                | deutscher Adliger, Mitbesitzer des Rittergutes Oßmannstedt |  |
| Christoph Knaut                             | deutscher Arzt und Botaniker                               |  |
| Alexander Haubold Marschall von Bieberstein | sachsen-weißenfelsischer Obrist, Rittergutsbesitzer        |  |
| Pierre Menault                              | französischer Komponist und Kapellmeister                  |  |
| Niyazi Misri                                | islamischer Mystiker                                       |  |
| Henry Neville                               | englischer Autor und Satiriker                             |  |
| Christian Dietrich von Plettenberg          | Domherr in Hildesheim                                      |  |
| Johannes Schreyer                           | Stadtarzt von Zeitz, Entdecker der Lungenschwimmprobe      |  |
| Lorenzo Sciasca                             | Schweizer Architekt, Baumeister                            |  |
| Paul Thymich                                | deutscher Dichter und Lehrer                               |  |
| Johann Vest                                 | deutscher Orgelbauer                                       |  |
| Friedrich von Westhoff                      | deutscher Rittmeister, Lautenist und Posaunist             |  |
| Wladimir Iwanowitsch Wolkonski              | russischer Fürst                                           |  |
| Elizabeth van der Woude                     | niederländische Reisende und Autorin                       |  |